# Hieratika
Hieratika (starogrško starogrško ἱερατικά, ieratiká, dobesedno duhovniška, svečeniška) je sistem kurzivne pisave in glavne pisave, ki se je uporabljal za pisanje staroegipčanskega jezika od njegovega nastanka v 3. tisočletju pr. n. št.  do vzpona demotike sredi 1. tisočletja pr. n. št. Pisala se je predvsem s črnilom s trstičnim peresom na papirusu.

## Etimologija
Izraz hieratika za opis tega staroegipčanskega sistema pisave je prvi uporabil grški učenjak Klemen Aleksandrijski v 2. stoletju n. št.  Izraz izvira iz grščine in pomeni duhovniška (svečeniška) pisava (grško koinē γράμματα ἱερατικά, grámmata ieratiká), ker se je v tistem času že več kot osem stoletij in pol tradicionalno uporabljala predvsem za verska besedila in književnost.
Izraz hieratski kot pridevnik pomeni nekaj, kar je povezano s svetimi osebami ali položaji (duhovniški).

## Razvoj
Razvoj hieratike kot kurzivne oblike hieroglifske pisave se je začel v obdobju Nakada III Starega Egipta okoli 3200-3000 pr. n. št. Klinopis se je uporabljal še naprej v nekaterih uradnih zadevah, na primer za pisanje Knjige mrtvih.
Hieratika se je pisala tudi v helenističnem obdobju Egipta. Okoli leta 660 pr n. št. se je v severnem Egiptu pojavila še bolj kurzivna demotska pisava in v vsakdanjem pisanju na primer pisem in trgovskih dokumentov nadomestila hieratsko. Duhovščina je za pisanje verskih besedil in spisov v 3. stoletju pr. n. št. še naprej uporabljala hiertično pisavo.

## Raba in materiali
Hieratika se je skozi večino svoje dolge zgodovine  uporabljala za pisanje upravnih dokumentov, računov, pravnih besedil in pisem ter matematičnih, medicinskih, knjižnih in verskih besedil. V grško-rimskem obdobju sta glavni pisavi v državni upravi postali demotika in kasneje grški alfabet. Hieratika je bila omejena predvsem na verska besedila. Na splošno je bila hieratika skozi celotno zgodovino Egipta veliko pomembnejša od hieroglifov, ker je bila uporabna v vsakdanjem življenju. Bila je lažja za učenje, znanje hieroglifov pa je bilo omejeno na majhno, dodatno usposobljena manjšino. V hieroglifskih besedilih je pogosto mogoče odkriti napake, ki so nastale zaradi napačnega razumevanja izvirnega hieratičnega besedila. 
Hieratika se je najpogosteje pisala s črnilom s trstičnim čopičem na papirusu, lesu, kamnu ali ločenini. V rimskem obdobju se je pisalo tudi s trstičnim peresom (calami).  V Deir el-Medini so našli na tisoče apnenčastih odlomkov, ki razkrivajo intimno sliko življenja običajnih egipčanskih delavcev. Pisalo se je tudi na usnjene zvitke, ki se jih je ohranilo zelo malo, in tkanine, zlasti na platno, ki se je uporabilo pri mumificiranju. Zapisi na kamnu so bili pogosti zlasti na stelah iz Dvaindvajsete dinastije.
V pozni Šesti dinastiji so bili napisi v hieratiki včasih vtisnjeni  v tablice iz blata s pisalom, podobnim pisalu za pisanje klinopisa. Približno petsto takšnih tablic je bilo odkritih v guvernerjevi palači v Ajn Asilu (Balat). En sam primerek je bil odkrit v Ajn al-Gazzarinu. Obe najdišči sta v oazi Dakhla. V času, ko so bile tablice napisane, je bila Dakhla daleč od središč proizvodnje papirusa. Na tablicah so seznami inventarja in imen, računi in približno petdeset dopisov. Med dopisi je veliko internih, ki so krožili znotraj palače, dopisov med palačo in lokalninmi naselji in dopisov vasi lokalnemu guvernerju.

## Značilnosti
Hieratska pisava se za razliko od napisnih in rokopisnih hieroglifov bere od desne proti levi. Sprva se je pisala tudi v stolpcih, po Dvanajsti dinastiji, zlasti med vladavino Amenemheta III., pa je postalo standardno vodoravno pisanje.
Hieratika je znana po svoji kurzivni naravi in uporabi vezajev za številne znake. Imela je tudi veliko bolj standardiziran pravopis kot hieroglifi; besedila, napisana v slednjem, so morala pogosto upoštevati zunajbesedilne določilnike, na primer okrasne in verske, ki jih na primer na davčnih računih ni bilo. Hieratika je imela tudi nekaj znakov, ki jih v hieroglifih ni bilo. Zanje so egiptologi izumili enakovredne hieroglifske znake, ki so omogočili transkripcije in montaže.  Več hieratskih znakov ima diakritične dodatke, da je mogoče zlahka razlikovati od  podobnih znakov.
Pisava je imela v vseh obdobjih pogosto dve obliki: zelo vezano kurzivno obliko, ki se je uporabljala za uradne dokumente, in široko uncialo, ki se je uporabljala za literarna, znanstvena in verska besedila. Ti dve obliki sta se lahko med seboj bistveno razlikovali. Oblika za hitro pisanje je imela pogosto veliko okrajšav za določene besedne zveze in je bila podobna stenografiji.
Zelo kurzivna oblika hieratske pisave, znana kot "nenormalna hieratika", se je uporabljala v Tebah od druge polovice Dvajsete dinastije do začetka Šestindvajsete dinastije. Razvila se je iz pisave, ki se je uporabljala v Gornjem Egiptu za pisanje uradnih dokumentov, predvsem za pisanje pravnih besedil, zemljiških najemnih pogodb, dopisov in drugih besedil. To vrsto pisave je v času Šestindvajsete dinastije izpodrinila demotika, ki je postala standardna pisava državne uprave v celotnem ponovno združenem Egiptu.

## Vpliv na druge pisave
Hieratska pisava je vplivala na številne druge sisteme pisav. Največji vpliv je imela na svojo nepostredno naslednico demotsko pisavo. Znake iz demotske pisave sta si izposodili tudi koptska abeceda in stara nubijska pisava.
Izven doline Nila so bili številni znaki, uporabljeni v Bibloškem silabariju, očitno izposojeni hieratski znaki iz obdobja Starega kraljestva. Znano je tudi, da je zgodnja hebrejščina uporabljala hieratske številke.

## Unicode
Standard Unicode obravnava hieratske znake kot različke egipčanskih hieroglifov, obe pisavi pa sta bili poenoteni. Hieroglifi so bili standardu Unicode dodani oktobra 2009 z izdajo različice 5.2.